# USAS-12霰彈槍
USAS-12是由美國的吉爾伯特設備有限公司在1980年代設計，交由大韩民国大宇集團所生產的一種全自動戰鬥散彈槍。發射12鉛徑霰彈。現在獲得南韓陸軍特種部隊和少數國家的採用。

## 歷史
USAS-12霰彈槍可以追溯到20世紀80年代設計的舊式麥克斯韋Atchisson突擊霰彈槍。大約1989年，美國吉爾伯特設備有限公司決定提出了一種以Atchisson突擊霰彈槍作為基礎的可選擇性射擊武器。由於設計了新武器以後沒有大規模生產的能力，因此它開始尋找可能的製造商。最後，只有韓國的大宇精密工業公司同意讓出一部分高科技大宇集團的資源來生產這種武器。大宇的設計師很快就適應這種新武器的製造技術，並在20世紀90年代初開始大規模生產。
在20世紀90年代中期，超過30,000枝USAS-12霰彈槍遠銷至好幾個亞洲國家的軍隊、安全部隊和執法機關。同一時間，吉爾伯特設備有限公司亦試圖把半自動版本USAS-12向美國民用市場出售，但美國菸酒槍炮及爆裂物管理局（英文：Bureau of Alcohol, Tobacco, Firearms and Explosives，簡稱：ATF）卻迅速宣布，它「並不適合運動的用途」以及是一枝「毀滅性武器」（第三類槍械）。因此，它成為1934年通過的全美國槍械法中禁止的霰彈槍。這大大限制了其在民用上的發展。而在20世紀90年代後期，RAMO國防公司亦從韓國和美國引進大量零部件，以便開始大規模生產USAS-12霰彈槍及銷售至國內市場，但此武器只限於銷售至政府機構。
至到今天，此槍仍然由韓國大宇精密工業公司生產及向軍隊及執法機關銷售。但是最近，美國槍械製造商，位於斯科茨代爾的Ameetec武器公司，宣佈已開始生產USAS-12的半自動仿製型，稱為WM-12。它和USAS-12的主要差異在於移除了USAS-12上方的固定金屬機械照門和提把，取而代之的是皮卡汀尼導軌。根據製造商所指，WM-12不是「毀滅性武器」，因此可以向平民出售。但是事實上，到了2008年1月，WM-12已經不能再在Ameetec武器公司的網上購物清單上發現，所以這有可能是因為他倆決定停止生產。實際上，只有極少數的WM-12都是採用USAS-12霰彈槍的設計。
類似設計概念的Saiga-12半自動霰彈槍都是由彈匣供彈。然而，目前的Saiga-12可以通過多個經銷商出售，而且沒有被當局歸類為「毀滅性武器」。

## 設計
USAS-12是一種採用氣動式設計，可以選擇半自動或全自動射擊，外型與M16系列相似，其設計目的是提供持續而且強大火力的全自動霰彈槍，同時無論左撇子或右撇子皆可按照習慣改變進彈拉柄及拋殼方向。它可以因應情況而使用10發可拆式盒型彈匣或20發可拆式彈鼓其中一種供彈，這兩種類型供彈具都是由塑膠聚合物製成，而彈鼓背板由半透明聚合物製成以以便於射手快速觀看霰彈剩餘量。其有效距離為40公尺。專供軍用的USAS-12在握柄上方有一射擊模式切換桿，可旋轉切換桿決定半自動操作或全自動操作，在全自動操作時會以360發每分鐘的速度射擊。除了使用一般12鉛徑霰彈之外，USAS-12也可使用單發彈丸的連續射擊。鹿彈有效射程約在12~25公尺，而單發彈丸有效射程約在50公尺左右。

## 美國禁售USAS-12
根據美國1934年6月26日制定的《國家槍支法》（英語：National Firearms Act，簡稱：NFA）下，全自動版本被視為毀滅性武器，平民不能購買或使用，半自動版本雖也登記為毀滅性武器，可由平民購買使用，但要求買方支付$200的稅和完成一個廣泛性的背景檢查程序。
根據美國在1994年頒佈的聯邦突擊武器禁制法案（英語：Federal Assault Weapons Ban，簡稱：AWB）的禁止攻擊武器條款，平民完全不能購買任何USAS-12。

## 使用國
- 哥伦比亚[3]
- - 警察部隊
  - 第707特殊任務營[4]
- 秘魯
- 菲律賓
- 中華民國
- 泰國
- 土耳其
  - 特警單位

## 流行文化

### 電子遊戲
- 2002年—：此槍在單機遊戲後期章節出現，連線多人的版本也有，但是由於取得該槍的玩家會享有相當大的優勢，有些伺服器會設定削弱這把槍的殺傷力。
- 2002年—《全球行動》：霰彈槍中最貴的一把，可以選購彈鼓增加彈藥量。
- 2006年—《行动 7（英语：Operation 7）》
- 2007年—《Online》：命名為“USAS12”，為隨遊戲登場武器，設定為恐怖份子專用，以20發彈鼓供彈，造型上取消了機械瞄具，奇怪地在每次射擊後防塵蓋會自動閉上，而且不論以左手還是右手使用該槍射擊時彈殼永遠會從射手的方向拋出（類似常見於系列的“鏡像佈局”設定，但由於USAS-12的拋殼口在現實中可設置在任何一側，而且兩邊都設有防塵蓋，故無法判斷其第一人稱視角武器模組是否採用了“鏡像佈局”）。此外並有迷彩塗裝和魔輪塗裝的改良型、反殭屍版本—Skull-11、CROW-11、Turbulent-11和X-12。
  - Skull-11的改進之處包括：造型上添加了機械瞄具、改以更大容量的28發彈鼓供彈、分別於提把和護木上安裝了不可用的Aimpoint Comp紅點鏡和戰術燈，並能使用「散彈模式」和「鹿彈模式」兩種攻擊模式。
- 2008年—《2》
- 2008年—
- 2010年—《2》
- 2010年—
- 2011年—：命名為“USAS-12”，預設以10發彈匣供彈（可改用20發彈鼓供彈），裝上瞄準鏡後會移除提把。單人模式當中由卡法洛夫的僱傭兵所使用。聯機模式為所有兵種通用的解鎖武器。
- 2011年—：命名為“USAS 12”，只在聯機模式及生存模式出現，造型上使用10發彈匣供彈卻只可裝填6發霰彈，（聯機模式時可使用改裝：延長彈匣增至9發），最高攜彈量為56發（聯機模式），雖可以全自動射擊但射速卻不可思議的低。聯機模式時於等級4解鎖，並可以使用前握把、消音器、紅點鏡、EOTECH全息瞄準鏡、延長彈匣（9發）；生存模式時於等級6解鎖，價格為$2,000。
- 2012年—《战争前线》：命名为“USAS-12”，使用20发弹鼓供弹，于上提把前方加装一小段战术导轨用于安装瞄准镜。为医疗兵专用武器，拥有韩国国旗涂装版本，两者均可以改装枪口配件（通用消音器、霰弹枪消音器、霰弹枪制退器、霰弹枪刺刀）以及瞄准镜（EOTECH 553全息瞄准镜、绿点全息瞄准镜、红点瞄准镜、Aimpoint Comp M4S瞄准镜、Mojji Zero红点瞄准镜）。
  - 欧美与俄罗斯服务器为抽奖武器，中国大陆服务器原为K点武器，但是在玩家群体的强烈呼吁下下架，现只能通过通关生存模式地图“大白鲨”奖励箱几率获得；韩国国旗版本为韩国服务器专属武器，但由于韩国服务器宣布停运，所以此版本亦宣告绝版。
  - 在内测版本时由于版权问题被命名为“ROKO 360”，虽然在取得版权后改回原名，但由于枪械在游戏里优异的性能以及内测玩家的口耳相传，因此此枪在玩家群中拥有着“360大喷”的响亮绰号。
- 2013年—《絕對武力Online 2》：命名為“Daewoo USAS-12”，彈匣供彈。
- 2013年—：命名為“USAS-12”，載彈量10+1發，移除了提把以裝上皮卡汀尼導軌，單機模式中能夠由主角丹尼爾·雷克（Daniel Recker）所使用，於聯機模式中則為戰鬥拾取槍械。
- 2016年—《攻壳机动队:首次突击（英语：Ghost in the Shell: Stand Alone Complex - First Assault Online）》
- 2017年—《少女前線》
- 2017年—《surviv.io》
- 2024年—《決勝時刻：黑色行動6》：命名為“ASG-89”，預設以彈匣供彈。只能半自動射擊。
- 2024年—《Arena Breakout: Infinite》：游戏内有10发弹匣和20发弹鼓可供选择，射击模式为全自动。